# Norman H. Meldrum
Norman H. Meldrum  (* 11. Oktober 1841 in Caledonia, Livingston County, New York; † 11. Februar 1920 in Denver, Colorado) war ein US-amerikanischer Politiker. Zwischen 1887 und 1889 war er Vizegouverneur des Bundesstaates Colorado.

## Werdegang
Über die Jugend und Schulausbildung von Norman Meldrum ist nichts überliefert. Während des Bürgerkrieges diente er im Heer der Union. Dabei war er bei der Sicherung der Union Pacific Railroad eingesetzt. Politisch schloss er sich der Demokratischen Partei an. Kurz vor der Staatsgründung von Colorado war er im Jahr 1876 Abgeordneter im Repräsentantenhaus des Colorado-Territoriums. Zwischen 1877 und 1879 saß er im Senat des zwischenzeitlich gegründeten Staates Colorado. Von 1879 bis 1883 übte er dort das Amt des Secretary of State aus.
Im Jahr 1886 wurde Meldrum an der Seite von Alva Adams zum Vizegouverneur seines Staates gewählt. Dieses Amt bekleidete er zwischen 1887 und 1889. Dabei war er nicht nur Stellvertreter des Gouverneurs, sondern auch Vorsitzender des Staatssenats. Als Vizegouverneur brachte er die Vorlage zur Gründung der Colorado State University in die Gesetzgebung ein. Nach dem Ende seiner Zeit als Vizegouverneur ist Norman Meldrum politisch nicht mehr in Erscheinung getreten. Er starb am 11. Februar 1920 in Denver.